# Спорт в Одесі
Спорт в Одесі має давню історію. Місто було центром спортивного життя півдня України ще в період Російської імперії.

## Історія
1875 року створений Чорноморський яхтклуб — перша спортивна організація в місті. 1876 року англійці продемонстрували місту футбол і лаун-теніс, заснувавши клуб ОБАК (Одеський британський атлетичний клуб). 1880 створено гімнастичне товариство, а 1888 року з'явилося товариство велосипедистів-аматорів. 1907 року організовано аероклуб, членом якого був відомий спортсмен Сергій Уточкін.

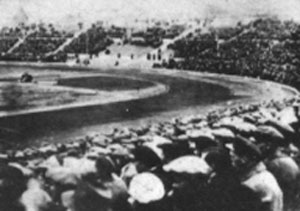
Стадіон ім. С. В. Косіора, 1936 рік

1912-го офіційно зареєстровано одеську футбольну лігу. Популярним місцем футбольних поєдинків було Куликове поле, де виступали найвідоміші команди міста: «Местран», «Вега», ОКФ і «Робур». У 1920-х роках активно будували стадіони: «Червоний стадіон» біля Куликового поля, «Местран» на Вагнерівскому (тепер Мукачівському) провулку, 1927 року збудовано «Харчовик» (сьогодні СКА), рік потому відкрито відразу три нові арени: залізничників (сучасний «Локомотив»), імені 10-ліття комсомолу («Спартак») і нового стадіону «Местрана» (сучасний стадіон Одеського університету). Упродовж 1925—1936 років в парку ім. Т. Шевченка тривало будівництво головного футбольного стадіону міста. Стадіон імені С. В. Косіора урочисто відкрито 18 травня 1936 року.
У 1934 і 1936 роках збірна Одеси була бронзовим призером першості СРСР з баскетболу, поступаючись тільки командам Москви та Ленінграда.
1961 року одеські команди досягли найбільших успіхів у всесоюзних волейбольних змаганнях: команди товариства «Буревісник» стали чемпіонами СРСР серед жінок і віце-чемпіонами СРСР серед чоловіків.
Гандбольний клуб «Локомотив» тричі вигравав першість Радянського Союзу (1958, 1959, 1961).

## На Олімпіадах
Одеські спортсмени беруть участь в сучасних Олімпійських іграх з 1952 року. Вони були у складі команд Радяньського Союзу (1952–1988) та України — з 1994 року. В 1992 році, після розпаду СРСР, виступали під олімпійським прапором.
Одеські спортсмени становились олімпійськими чемпіонами у таких видах спорту які були найбільш розвинені у місті: волейбол, легка атлетика, веслувальний спорт, стрільба, фігурне катання, спортивна гімнастика та плавання. Віктор Петренко та Оксана Баюл є єдиними олімпійськими чемпіонами від України з фігурного катання.